# Shaved Fish
Shaved Fish — альбом-компіляція англійського рок-музиканта Джона Леннона з гуртом Plastic Ono Band, виданий у жовтні 1975 року на лейблі Apple Records. До нього увійшли всі сингли, які він випустив до того моменту в США як сольний виконавець, за винятком «Stand by Me», який вийшов раніше того ж року. Єдина компіляція записів Леннона, що не належать до The Beatles, яка вийшла за його життя; альбом посів 8 місце у Великій Британії та 12 місце у США. Це також був останній альбом Леннона, що вийшов на лейблі Apple Records перед його закриттям у 1975 році, щоб відродитися у 1990-х роках.

## Передумови
Після виходу альбому кавер-версій старих пісень Rock 'n' Roll Леннон планував працювати над альбомом нового матеріалу. Однак, коли його дружина Йоко Оно завагітніла, він вирішив перевидати пісні зі своєї сольної кар'єри.
За словами Джона:
|  | Коли я пішов шукати майстер-касети "Cold Turkey", то виявилося, що ніхто не знає, де вони. Мені довелося використовувати дублі "Power to the People", тому що касети зникли, нікому не було діла до них у звукозаписних компаніях, тому що вони не були... ну, знаєте, настільки великими. Достатньо великими, щоб зацікавити їх... Я подумав, що якщо я не зберу цей пакет разом, то частина роботи просто пропаде... буде втрачена назавжди. |

## Зміст
До Shaved Fish увійшли багато найпопулярніших сольних записів Леннона в оригінальних синглових редакціях на 45 об/хв. П'ять з цих пісень раніше не видавалися на альбомах: «Cold Turkey», «Instant Karma!», «Power to the People», святковий сингл «Happy Xmas (War Is Over)» і «Give Peace a Chance». Останній з'являється в урізаному вигляді і відкриває першу сторону, в той час як уривок концертної версії пісні закриває другу сторону. Вісім з цих синглів потрапили до Топ-40 чарту Billboard, з «Whatever Gets You thru the Night» на першому місці; п'ять увійшли до першої десятки у Великій Британії. «Imagine», яка ніколи раніше не видавалася як сингл у Великій Британії, вийшла одночасно з виходом цього альбому.

## Художнє оформлення та пакування
Рой Кохара був арт-директором альбому, а ілюстрації зробив Майкл Брайан. Обкладинка розділена на дванадцять прямокутників: по одному для кожної з одинадцяти пісень на платівці, і один для назви альбому, написаної шрифтом Bruce Mikita (також відомим як Novel Open).
Назва альбому походить від японської страви кацуобусі, різновиду сушеної риби.

## Реліз
Shaved Fish вийшов 20 жовтня 1975 року в США і 24 жовтня у Великій Британії. Реліз альбому відбувся менш ніж через три тижні після вирішення тривалої імміграційної суперечки Леннона і народження Шона Леннона.
Декілька майстер-стрічок були недоступні для компіляції, тож були використані дублі з синглів на 45 об/хв. Через це перший реліз компакт-диску у травні 1987 року мав низьку якість звуку і потребував ремастерингу. Покращена CD-версія вийшла у грудні 1987 року, відновивши повні затухання, які були вкорочені в деяких піснях на оригінальному релізі.
У лютому 1976 року, після виходу альбому, у Леннона закінчився контракт на запис, і він не був зацікавлений у повторному підписанні з EMI/Capitol.

## Сприйняття

### Відгуки критиків
Роберт Крістгау з The Village Voice назвав альбом «одинадцятьма пострілами в темряву від найдивнішого великого рок-н-ролу початку 70-х» і сказав, що «не рахуючи двох пісень, доступних на обов'язкових альбомах, єдиними чудовими композиціями є 'Instant Karma' (найкраща політична пісня Леннона) та '#9 Dream'». Дейв Марш з Rolling Stone похвалив включення позаальбомних пісень, таких як «Instant Karma!», назвавши її «найкращим сольним треком Леннона», але вважав, що збірка «настільки розсіяна, що, ймовірно, не дає точного уявлення про заплутану кар'єру Леннона після його відходу з The Beatles». Він зробив висновок, що альбом є свідченням «не тільки геніальності Джона Леннона, але і його постійних кар'єрних труднощів». Чарльз Шаар Мюррей з NME назвав Shaved Fish «настільки вишуканим альбомом найкращих хітів, наскільки можна було очікувати від будь-кого, хто ще не випускав подібного», і вважав, що виконання пісень «приголомшливе в усьому». Однак він вважав, що підбірка треків була «трохи ненормальною», особливо включення «Mother», яка, на його думку, була «такою невіддільною частиною першого альбому Plastic Ono Band, що я вважаю, що це явно несправедливо по відношенню як до артиста, так і до публіки — включати її до альбому такого характеру».
Опитування читачів журналу Creem у 1975 році включило альбом до п'ятірки «Найкращих перевидань» 1975 року, посівши четверте місце, поступившись двом компіляціям Rolling Stones, Made in the Shade і Metamorphosis, та The Basement Tapes Боба Ділана.

### Продажі
Альбом вийшов у Великій Британії 24 жовтня 1975 року, досягнувши піку на 8 місці. Того ж дня у Великій Британії вийшов сингл «Imagine», підкріплений піснею «Working Class Hero», який посів 6 місце в чарті. Сингл також став останнім для Apple Records.
Пізніше альбом знову потрапив до чарту Великої Британії 17 січня 1981 року під номером 11.

## Трек-лист
| Сторона 1 | Сторона 1                          | Сторона 1  |
| #         | Назва                              | Тривалість |
| --------- | ---------------------------------- | ---------- |
| 1.        | «Give Peace a Chance»              | 0:57       |
| 2.        | «Cold Turkey»                      | 5:01       |
| 3.        | «Instant Karma! (We All Shine On)» | 3:21       |
| 4.        | «Power to the People»              | 3:21       |
| 5.        | «Mother»                           | 5:03       |
| 6.        | «Woman Is the Nigger of the World» | 4:37       |

| Сторона 2 | Сторона 2                                                  | Сторона 2  |
| #         | Назва                                                      | Тривалість |
| --------- | ---------------------------------------------------------- | ---------- |
| 1.        | «Imagine»                                                  | 3:02       |
| 2.        | «Whatever Gets You thru the Night»                         | 3:03       |
| 3.        | «Mind Games»                                               | 4:12       |
| 4.        | «#9 Dream»                                                 | 4:47       |
| 5.        | «Happy Xmas (War Is Over) / Give Peace a Chance (Reprise)» | 4:15       |